# Никольское (Тербунский район)
Нико́льское — деревня Казинского сельского поселения Тербунского района Липецкой области.
Стоит на берегах реки Верхний Олымчик. Через деревню Михайловка соединен с центром поселения селом Казинка.
У северной границы Никольского расположено кладбище. Там же проходит грунтовая дорога к Казинке.
Основано не позднее XVIII века. Название, вероятно, связано со святым Николаем Чудотворцем. Не позднее начала XIX века выходцами из Никольского основана деревня Олымчик в 5 км южнее — на реке Берёзовец; сегодня эта деревня исчезла.
В деревне родились Герой Советского Союза Иван Сидоров и Народная артистка России Лидия Цуканова.

## Население
| 2009 | 2010 |
| ---- | ---- |
| 188  | ↘186 |

## Известные уроженцы
Сидоров, Иван Прохорович — Герой Советского Союза